# 廣生行大廈

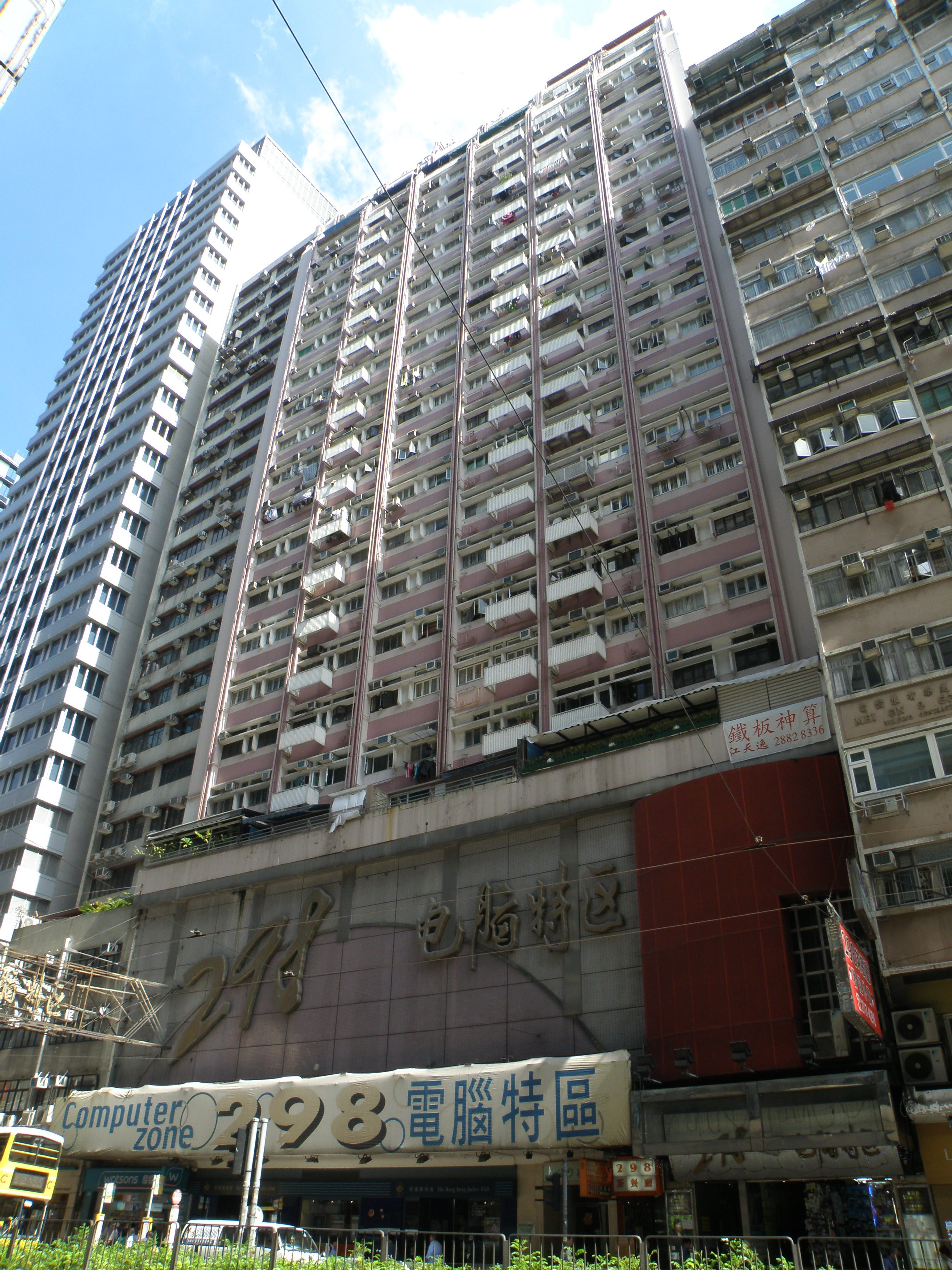
廣生行大廈A座及基座298電腦特區商場

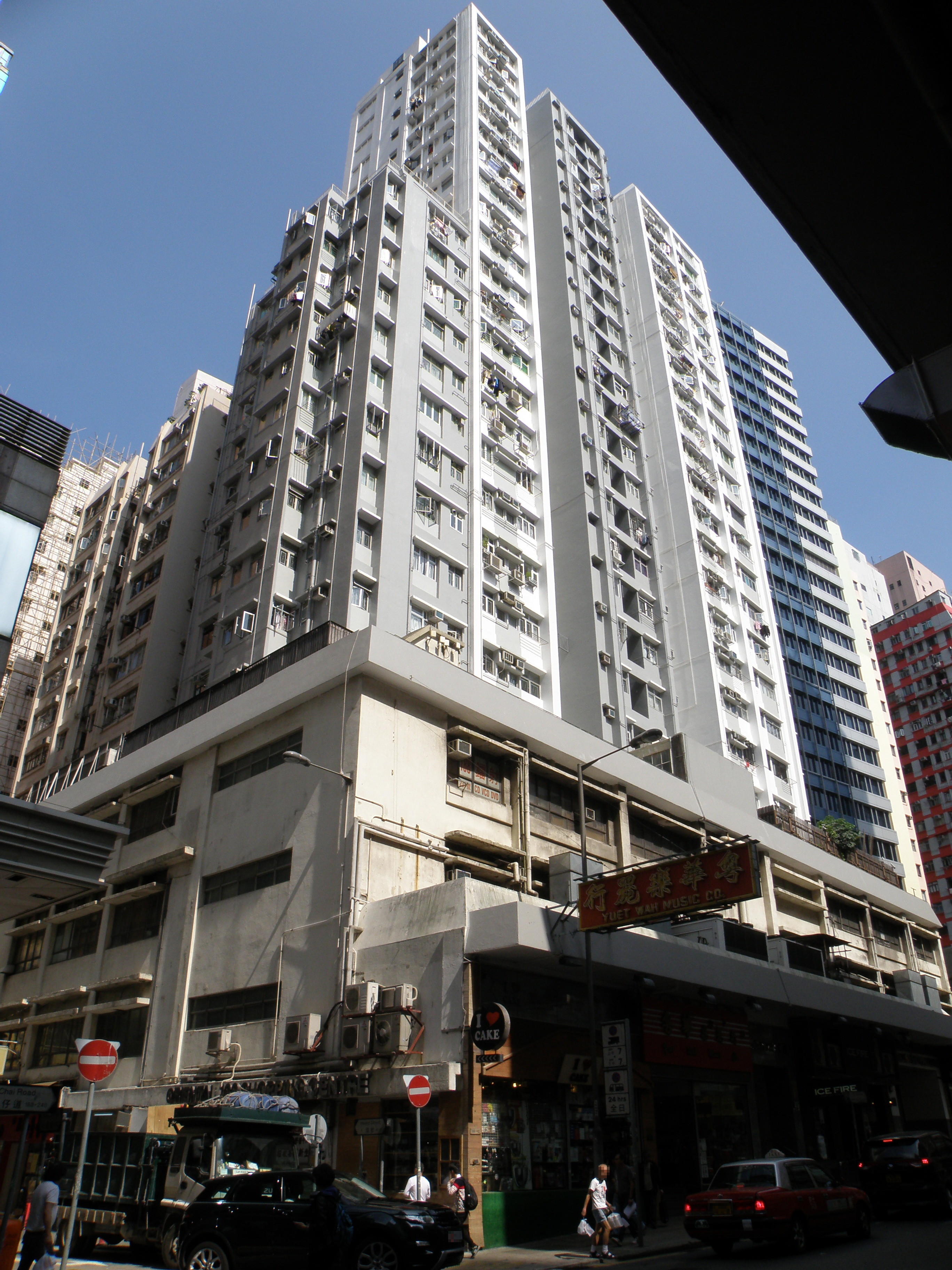
廣生行大廈B、C及D座

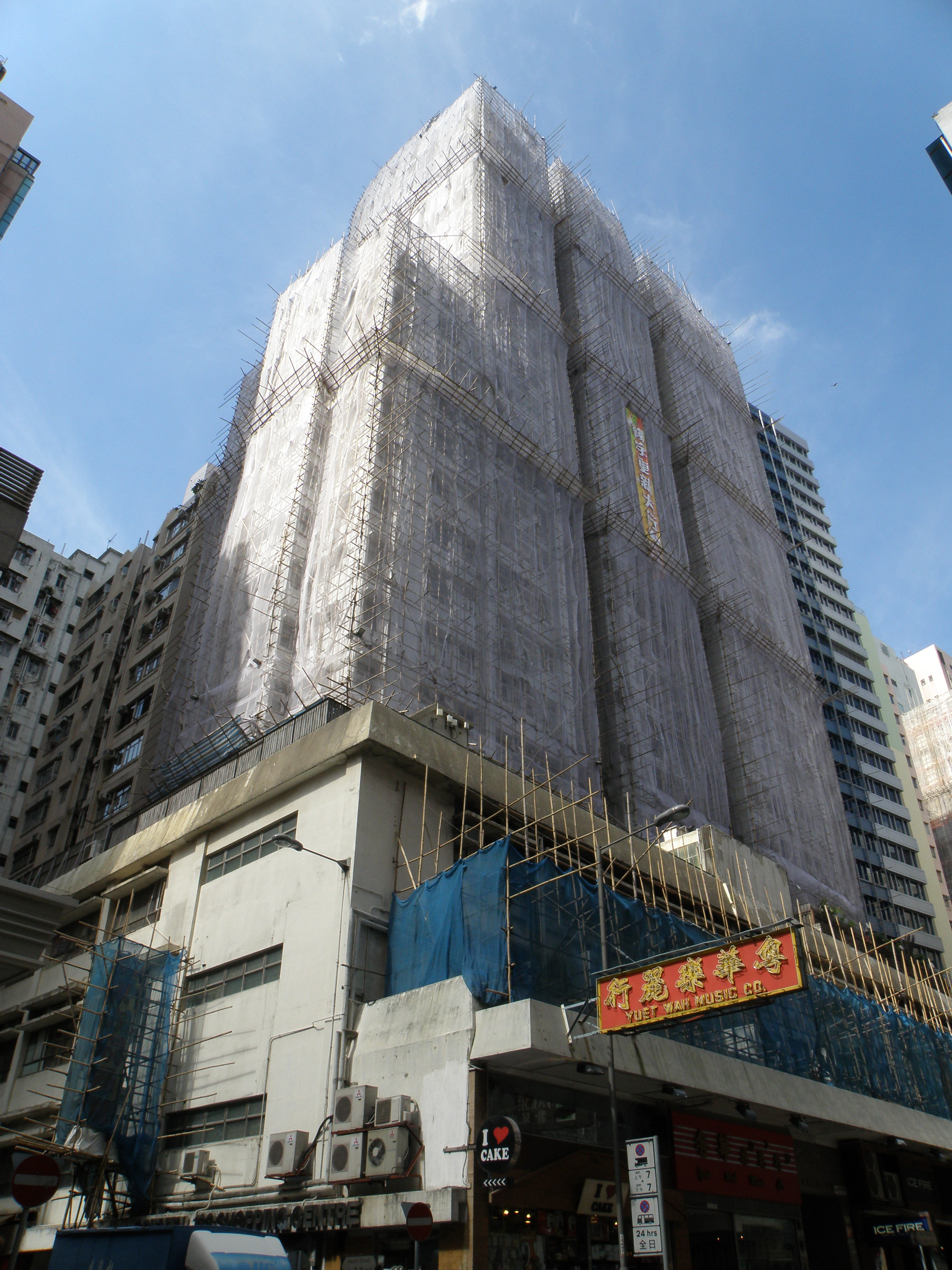
廣生行大廈B、C及D座翻新工程

廣生行大廈（英語：Kwong Sang Hong Building），是香港島灣仔區的一個私人屋苑，於1976年1月至1980年10月期間落成入伙，單位總數為367個，發展商為現已被華人置業收購的廣生行。廣生行大廈位於灣仔道、克街、軒尼詩道，即英皇集團中心、集成中心之間，而該大廈曾為灣仔公共圖書館館址，1987年4月1日起騰空。
廣生行大廈共分為A、B、C、D四座：
- A座於1976年1月入伙[1]，單位數目為124個[1]。門牌地址為軒尼詩道298號，基座為298電腦特區商場及地舖。
- B座於1978年12月入伙[2]，單位數目為44個[2]。門牌地址為克街6號，基座為停車場及地舖。
- C座和D座於1980年10月入伙[3][4]，單位數目分別為90[3]及109個[4]。門牌地址為灣仔道188號，基座為東方188商場及地舖。

## 鄰近
- 史釗域道
- 杜老誌道
- 活道

## 業戶
- 中國基督教播道會
- 298電腦特區
- 東方188商場

## 資料來源
1. 1 2  . 中原地產.（繁體中文）
2. 1 2  . 中原地產.（繁體中文）
3. 1 2  . 中原地產.（繁體中文）
4. 1 2  . 中原地產.（繁體中文）